# Schachbundesliga 2020/21 (Österreich)
Die Schachbundesliga 2020/21 war die 46. Spielzeit der österreichischen Schachbundesliga. Aufgrund der COVID-19-Pandemie war die Teilnahme den Vereinen freigestellt. Auf- und Abstieg waren nicht vorgesehen, so dass die in der Saison 2019/20 erspielten Startberechtigungen ihre Gültigkeit für die Saison 2021/22 behielten. Meister wurde der SV „Das Wien“ St. Veit, während der Titelverteidiger SK Sparkasse Jenbach (ebenso wie der SC MPÖ Maria Saal, der SK Hohenems, der SC Sparkasse Götzis und der SK Bregenz) auf eine Teilnahme verzichteten. Aus der 2. Bundesliga waren ASVÖ Pamhagen (Gruppe Ost), die Spielgemeinschaft Grieskirchen/Schallerbach (Mitte) und der SK Absam (West) aufgestiegen.
Zu den gemeldeten Mannschaftskadern der teilnehmenden Vereine siehe Mannschaftskader der österreichischen 1. Bundesliga im Schach 2020/21.

## Tabelle
| Pl. | Verein                                          | Sp | G | U | V | MP    | Brett-P.  |
| --- | ----------------------------------------------- | -- | - | - | - | ----- | --------- |
| 01. | SV „Das Wien“ St. Veit an der Glan              | 6  | 5 | 1 | 0 | 11:01 | 24,5:11,5 |
| 02. | SV Raika Rapid Feffernitz                       | 6  | 4 | 2 | 0 | 10:02 | 24,0:12,0 |
| 03. | Spielgemeinschaft Fürstenfeld/Hartberg          | 6  | 4 | 0 | 2 | 08:04 | 26,0:10,0 |
| 04. | SK Ottakring                                    | 6  | 2 | 1 | 3 | 05:07 | 19,0:17,0 |
| 05. | Spielgemeinschaft Grieskirchen/Schallerbach (N) | 6  | 2 | 0 | 4 | 04:08 | 14,0:22,0 |
| 06. | SK Absam (N)                                    | 6  | 2 | 0 | 4 | 04:08 | 12,5:23,5 |
| 07. | ASVÖ Pamhagen (N)                               | 6  | 0 | 0 | 6 | 00:12 | 06,0:30,0 |

Entscheidungen:
|     | Österreichischer Meister: SV „Das Wien“ St. Veit an der Glan |
|     | Abstieg in die 2. Bundesligen: keiner                        |
| (N) | Aufsteiger der letzten Saison                                |

## Spieltermine und -orte
| Runde | Datum      | Beginnzeit | Spielort |
| ----- | ---------- | ---------- | -------- |
| 01    | 21.01.2021 | 14:00 Uhr  | Graz     |
| 02    | 22.01.2021 | 09:00 Uhr  | Graz     |
| 03    | 23.01.2021 | 16:00 Uhr  | Graz     |
| 04    | 24.01.2021 | 10:00 Uhr  | Graz     |
| 05    | 12.03.2021 | 15:00 Uhr  | Graz     |
| 06    | 13.03.2021 | 14:00 Uhr  | Graz     |
| 07    | 14.03.2021 | 10:00 Uhr  | Graz     |

## Kreuztabelle
| Ergebnisse | Ergebnisse                                  | 01. | 02. | 03. | 04. | 05. | 06. | 07. |
| ---------- | ------------------------------------------- | --- | --- | --- | --- | --- | --- | --- |
| 01.        | SV „Das Wien“ St. Veit an der Glan          |     | 3   | 3½  | 4   | 4   | 4   | 6   |
| 02.        | SV Raika Rapid Feffernitz                   | 3   |     | 3½  | 3   | 4½  | 5   | 5   |
| 03.        | Spielgemeinschaft Fürstenfeld/Hartberg      | 2½  | 2½  |     | 5   | 5½  | 5   | 5½  |
| 04.        | SK Ottakring                                | 2   | 3   | 1   |     | 4½  | 2½  | 6   |
| 05.        | Spielgemeinschaft Grieskirchen/Schallerbach | 2   | 1½  | ½   | 1½  |     | 4½  | 4   |
| 06.        | SK Absam                                    | 2   | 1   | 1   | 3½  | 1½  |     | 3½  |
| 07.        | ASVÖ Pamhagen                               | 0   | 1   | ½   | 0   | 2   | 2½  |     |

## Die Meistermannschaft
| 1.            | SV „Das Wien“ St. Veit                                                                                      |
| Schachfiguren | Richárd Rapport, Ivan Šarić, Marin Bosiočić, Ante Brkić, Ante Šarić, Davor Rogić, Marco Dietmayer-Kräutler. |